# Akanthoú
Tatlısu (Akanthoú,  grec moderne : Ακανθού; turc : Tatlısu) est un village du district de Famagouste, sur la côte nord de Chypre. Tatlısu est de facto sous le contrôle de la partie nord de Chypre. En 2011, la population comptait 1 459 habitants.

## Histoire
La première implantation connue de Tatlısu est à 3 km à l'ouest de Tatlısu, sur la côte. À la suite des invasions des mamelouks arabes à Chypre, cette localisation côtière est abandonnée, et le village se déplace vers son emplacement intérieur actuel. Le nom Tatlısu signifie eau douce.
Akanthoú a été enregistrée comme une partie du fief d'un seigneur du nom de John Gorap en 1385. C'est le lieu de débarquement de troupes ottomanes sous le pacha Çıfıtoğlu Ahmet, venu à Chypre pour mater la rébellion dirigée par Boyacıoğlu Mehmet Aga, entre 1680 et 1687/1688. Le général Louis Palma di Cesnola écrit en 1877 que le village vit de la production de halloumi. Autour de 2 millions de halloumis ont été produits chaque année dans les grottes autour du village et exportés vers les villes à l'étranger, comme Smyrne, Port-Saïd et Alexandrie.
En 1957 et 1958, la localité a été le lieu de vives tensions entre les habitants et les occupants britanniques,. En 1974, les chypriotes grecs ont dû quitter la ville à la suite de l'invasion turque de Chypre, et le village a été rebaptisé en Tatlısu, même si ce nouveau nom rentre difficilement dans les usages.

### Sites historiques
- Çiftlikdüzü - Depuis 1998, ce site est fouillé par les archéologues du Tübitak et de l'université international de Chypre. Il est daté de 8400 av. J.-C. Les habitants sont des chasseurs-cueilleurs aux maisons circulaires en pisé. Des ossements humains, figurent parmi les objets trouvés dans les fouilles.
- La ville antique de Pergame - la ville est située à 5 km à l'est d'Akanthoú, entre les rivières de Trodia et de Lukkos. Elle a été fondée comme une colonie par les habitants de Pergame en Asie Mineure à la suite de la Guerre de Troie. La ville a survécu pendant plus d'un millénaire. Elle a été fréquemment frappée par des raids de pirates, et la construction d'un tunnel a fourni un moyen de s'échapper vers la mer. Les raids sont associés à des viols en masse de femmes et des pillages, et les agresseurs enlèvent les femmes et les animaux. La ville est finalement abandonnée à la suite d'un tel raid et les habitants se déplacent sur Akanthoú.
  - Église de la Panagia de Pergaminiotisa à Pergame - c'est à l'origine une église byzantine à trois nefs et trois absides, mais elle est détruite dans un tremblement de terre ou en raison des invasions Arabes au VIIe siècle. L'église actuelle est construite au XIe ou XIIe siècle. Ses murs étaient remplis ornés de fresques, mais ils ont disparu à la suite de l'invasion turque en 1974. Elles ont été retrouvées en Allemagne, en 1997, en possession d'un homme à l'origine du pillage, Aydın Dikmen. L'église a été restaurée en 2009.

## Démographie

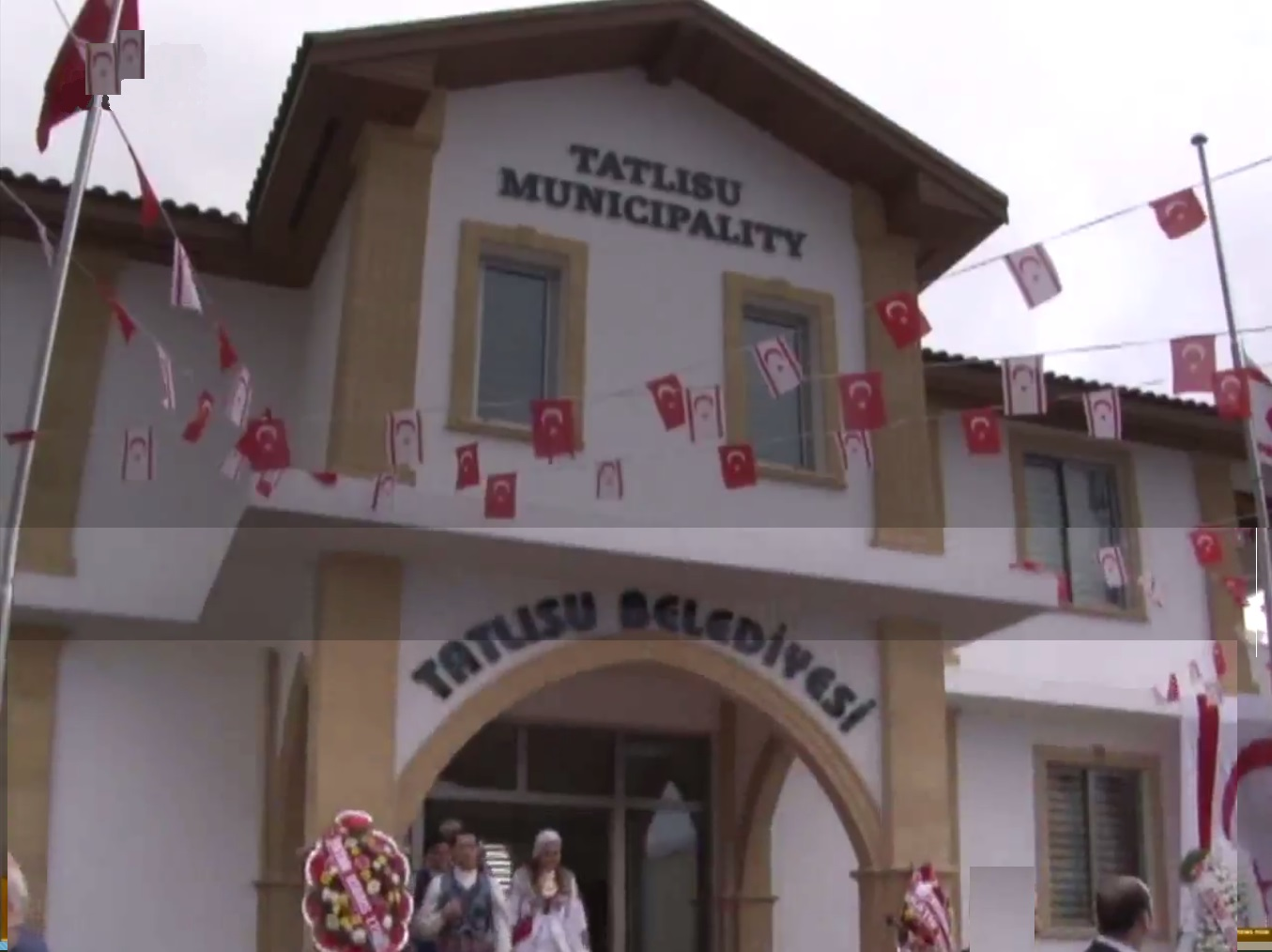
Bâtiments municipaux, portant le nom turc de Tatlısu

Historiquement, le village était majoritairement peuplé par des Chypriotes grecs selon les données du recensement. Le recensement de 1831, a enregistré au sein de la population mâle adulte 10 Chypriotes turcs et 163 Chypriotes grecs. Environ 1 300 Chypriotes grecs ont été déplacés depuis le village à la suite de l'invasion turque de Chypre en 1974. Le village a ensuite été choisi comme lieu de la réinstallation de chypriotes turcs déplacés de Mari, mais seuls 100 ont été réinstallés dans le village. Le village a néanmoins été renommé Tatlısu en 1975, selon le nom turc de Mari. Le reste du village a été repeuplé par des agriculteurs turcs qui étaient installés dans des domaines tels que Konya, Adana, Araklı, Osmaniye, Çaykara, Kahramanmaraş et Gaziantep. Au XXIe siècle, à la suite du boom de la construction dans le nord de Chypre, un certain nombre de Chypriotes turcs et Européens ont aussi acquis des propriétés dans le village.

## Politique
La ville est administrée par la municipalité chypriote turque de Tatlısu, fondée en 1975.
En 2014, un nouvel hôtel de ville a été inauguré.

## Relations internationales

### Jumelage
Akanthoú est jumelée avec :
- Tarse, Mersin, en Turquie[7]
- Sumqayit, Azerbaïdjan (depuis 2005)[8]
- Altınova, Yalova, Turquie[9]